# Gelber Hyperriese
Die Gelben Hyperriesen sind Sterne mit absoluten Helligkeiten von MV = −8 und effektiven Temperaturen von 4000 bis 8000 K. Dies entspricht einer Spektralklasse von spätem A bis frühem K und der Leuchtkraftklasse 0 oder Ia. Die Gelben Hyperriesen sind sehr selten mit nur ungefähr einem Dutzend bekannter Sterne in der Milchstraße. Die Radien der sichtbaren Photosphäre betragen einige hundert Sonnenradien. Die Gelben Hyperriesen werden im Englischen auch als warm hypergiants bezeichnet.

## Eigenschaften

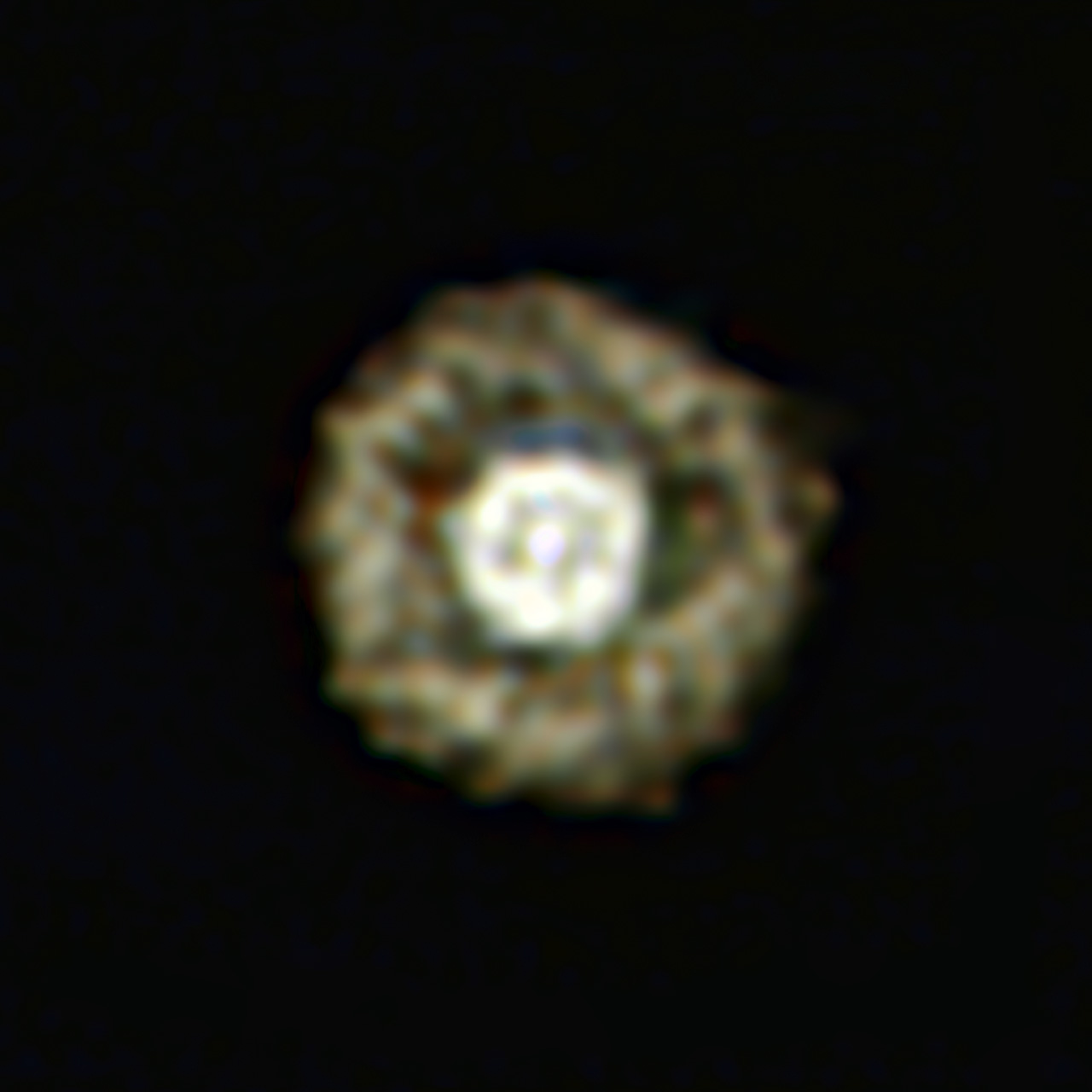
Infrarotaufnahme von IRAS 17163-3907. Die umgebende Wolke aus abgestoßenem Material ist gut zu erkennen.

Gelbe Hyperriesen zeigen Anzeichen für starke Massenverluste durch Sternwinde, wobei die Massenverluste episodischen Charakter haben und bis zu 0,05 Sonnenmassen pro Jahr erreichen können. Es werden ausgeprägte Infrarotexzesse durch kühles zirkumstellares Material beobachtet, welches von dem Stern abgeströmt ist und jetzt die Strahlung absorbiert und bei niedrigen Temperaturen von 100 K wieder abstrahlt. Die Stärke der Sternwinde kann vielfach anhand von P-Cygni-Profilen bestimmt werden, wobei Windgeschwindigkeiten von einigen hundert Kilometern pro Sekunde gefunden wurden. Die Sterne zeigen starke Schwankungen in ihren Oberflächentemperaturen aufgrund der Bildung von Pseudophotosphären. Das abströmende Gas in der Nähe der Atmosphäre ist so dicht, dass die eigentliche Sternoberfläche dem Beobachter nicht zugänglich ist und nur in der Pseudophotosphäre reemittiertes Licht analysiert werden kann.

## Veränderlichkeit
Gelbe Hyperriesen liegen innerhalb des Instabilitätsstreifens und gehören daher zu den pulsationsveränderlichern Sternen mit halbregelmäßiger Natur. Die Amplitude ist meist gering mit Amplituden von bis zu 0,3 mag und Pulsationsperioden von 300 bis 1000 Tagen. Daneben tritt ein unregelmäßiger Lichtwechsel auf als Folge der zeitweisen starken Massenverluste. Das abgestossene Material reabsorbiert die Strahlung von dem Stern und emittiert sie wieder bei niedrigen Temperaturen. Rho Cassiopeiae zeigt zeitweise das Spektrum eines Roten Hyperriesen mit einem Spektraltyp M. Die visuelle Helligkeit fällt in diesen Zeiträumen stark ab, weil ein großer Teil der Strahlung im Bereich des Infraroten emittiert wird. Diese Hüllenepisoden entstehen wahrscheinlich durch die Ausbildung von negativen Dichtegradienten in der äußeren Atmosphäre der gelben Überriesen. In Kombination mit einer sehr geringen Gravitationsbeschleunigung in der Photosphäre können Schwingungen zum Abwurf von Teilen der Atmosphäre führen. Die Pulsationen in der Atmosphäre des Sterns sind die Ursache des gleichmäßigen Massenverlusts durch Sternwinde, da sie aufgrund der großen Ausdehnung Materie über die Fluchtgeschwindigkeit hinaus beschleunigen.

## Entwicklung
Im Hertzsprung-Russell-Diagramm ist der Bereich der Gelben Hyperriesen so gut wie leer und der Bereich wird daher als gelbe Entwicklungslücke bezeichnet. Der Entwicklungszustand der Gelben Überriesen wird unterschiedlich interpretiert.
- Entweder hatten die Gelben Hyperriesen während ihrer Zeit auf der Hauptreihe Massen von circa 25 bis 40 Sonnenmassen. Nach diesen Quellen bewegen sich die Gelben Hyperriesen in Richtung niedriger Temperaturen. Wahrscheinlich sind die in Richtung höherer Temperaturen entwickelnde Sterne instabil und werden deshalb nicht beobachtet. Die Aufenthaltsdauer in dem Bereich der Gelben Hyperriesen ist astronomisch sehr kurz mit einer Dauer von circa 10.000 Jahren. Nach Simulationsrechnungen befinden sich diese Sterne im Zustand der Kontraktion des Heliumkerns, bevor ein zentrales Heliumbrennen gezündet hat.[5]
- Andere beschreiben Gelbe Hyperriesen als Nachfolger der Roten Überriesen mit Ursprungsmassen von mehr als 40 Sonnenmassen auf dem Weg zu höheren Temperaturen im HR-Diagramm.[6] Demnach sind die Gelben Überriesen nur in einem kurzen Übergangsstadium zwischen den Roten Überriesen auf dem Weg zu den Leuchtkräftigen Blauen Veränderlichen oder zu den Wolf-Rayet-Sternen, die nachfolgend ihr Ende finden in einer Supernovaexplosion.[7]

Gelbe Hyperriesen sind bei den Typ IIb Supernovae SN 1993J und SN 2011dh auf Aufnahmen vor der Explosion am Ort der Supernova identifiziert worden und konnten einige Jahre nach der Eruption nicht mehr nachgewiesen werden. Einige Gelbe Hyperriesen scheinen sich sehr schnell zu entwickeln mit einem Anstieg der Temperatur von 1000 °C innerhalb von 10 Jahren bei IRC+10420.

## Beispiele
- Rho Cassiopeiae
- V766 Centauri
- V509 Cassiopeiae
- V382 Carinae
- IRAS 17163-3907
- IRC+10420